# Риашу-ди-Сантана (Риу-Гранди-ду-Норти)
Риашу-ди-Сантана (порт. Riacho de Santana) — муниципалитет в Бразилии, входит в штат Риу-Гранди-ду-Норти. Составная часть мезорегиона Запад штата Риу-Гранди-ду-Норти. Входит в экономико-статистический микрорегион Серра-ди-Сан-Мигел. Население составляет 4363 человека на 2006 год. Занимает площадь 128,104 км². Плотность населения — 34,1 чел./км².

## Статистика
- Валовой внутренний продукт на 2003 год составляет 8 790 704,00 реалов (данные: Бразильский институт географии и статистики).
- Валовой внутренний продукт на душу населения на 2003 год составляет 2050,07 реалов (данные: Бразильский институт географии и статистики).
- Индекс развития человеческого потенциала на 2000 год составляет 0,621 (данные: Программа развития ООН).